# Gazebo (álbum)
Gazebo é o álbum de estreia do cantor de italo disco Gazebo, lançado em 1983. 

## Faixas
LP (EMI Electrola 1C 064-16 5193 1)
1. Lunatic - 3:56 (GazebO, Pierluigi Giombini)
2. Love in Your Eyes - 7:49 (Gazebo, Pierluigi Giombini)
3. London-Paris - 4:00 (Gazebo, Pierluigi Giombini)
4. Masterpiece - 4:05 (Gazebo, Pierluigi Giombini, Paolo Micioni)
5. I Like Chopin - 7:40 (Gazebo, Pierluigi Giombini)
6. Wrap the Rock - 3:10 (Gazebo, Pierluigi Giombini)
7. Midnight Cocktail - 5:06 (Gazebo, Pierluigi Giombini)
8. Gimmick! - 3:55 (Gazebo, Pierluigi Giombini)

## Desempenho nas paradas musicais
| Parada musical (1983)           | Melhor posição |
| ------------------------------- | -------------- |
| Alemanha (Media Control Charts) | 4              |
| Itália (FIMI)                   | 6              |
| Suécia (Sverigetopplistan)      | 38             |
| Suíça (Schweizer Hitparade)     | 16             |